# Kuźmicze (rejon grodzieński)
Kuźmicze (biał. Кузьмічы; ros. Кузьмичи) – wieś na Białorusi, w obwodzie grodzieńskim, w rejonie grodzieńskim, w sielsowiecie Kwasówka.

## Historia
Dawna okolica szlachecka. Należały do ekonomii grodzieńskiej. 
W czasach zaborów w granicach Imperium Rosyjskiego, w guberni grodzieńskiej, w powiecie grodzieńskim.
W latach 1921–1939 okolica leżała w Polsce, w województwie białostockim, w powiecie grodzieńskim, w gminie Łasza.
Według Powszechnego Spisu Ludności z 1921 roku zamieszkiwało tu 68 osób, wszystkie były wyznania rzymskokatolickiego. Jednocześnie 67 mieszkańców zadeklarowało polską przynależność narodową a 1 białoruską. Było tu 15 budynków mieszkalnych.
Miejscowość należała do parafii prawosławnej w Łunnej i rzymskokatolickiej w Obrębszczyźnie. Podlegała pod Sąd Grodzki w Indurze i Okręgowy w Grodnie; właściwy urząd pocztowy mieścił się w Kwasówce.
W wyniku napaści ZSRR na Polskę we wrześniu 1939 miejscowość znalazła się pod okupacją sowiecką. 2 listopada została włączona do Białoruskiej SRR. 4 grudnia 1939 włączona do nowo utworzonego obwodu białostockiego. Od czerwca 1941 roku pod okupacją niemiecką. 22 lipca 1941 r. włączona w skład okręgu białostockiego III Rzeszy. W 1944 miejscowość została ponownie zajęta przez wojska sowieckie i włączona do obwodu grodzieńskiego Białoruskiej SRR.